# Paweł Kurczewski
Paweł Kurczewski est un lutteur polonais né le 17 août 1950 et mort le 13 décembre 2009.

## Palmarès

### Championnats du monde
- Médaille d'argent en 1971 à Sofia (Bulgarie).

### Championnats d'Europe
- Médaille d'argent en 1975.
- Médaille d'argent en 1974.
- Médaille de bronze en 1972.
- Médaille d'argent en 1971.